# Energizer
Energizer Holdings (NYSE : ENR) est une entreprise américaine possédant les marques de piles Energizer, de rasoirs Wilkinson Sword et les produits d'hygiène Playtex.

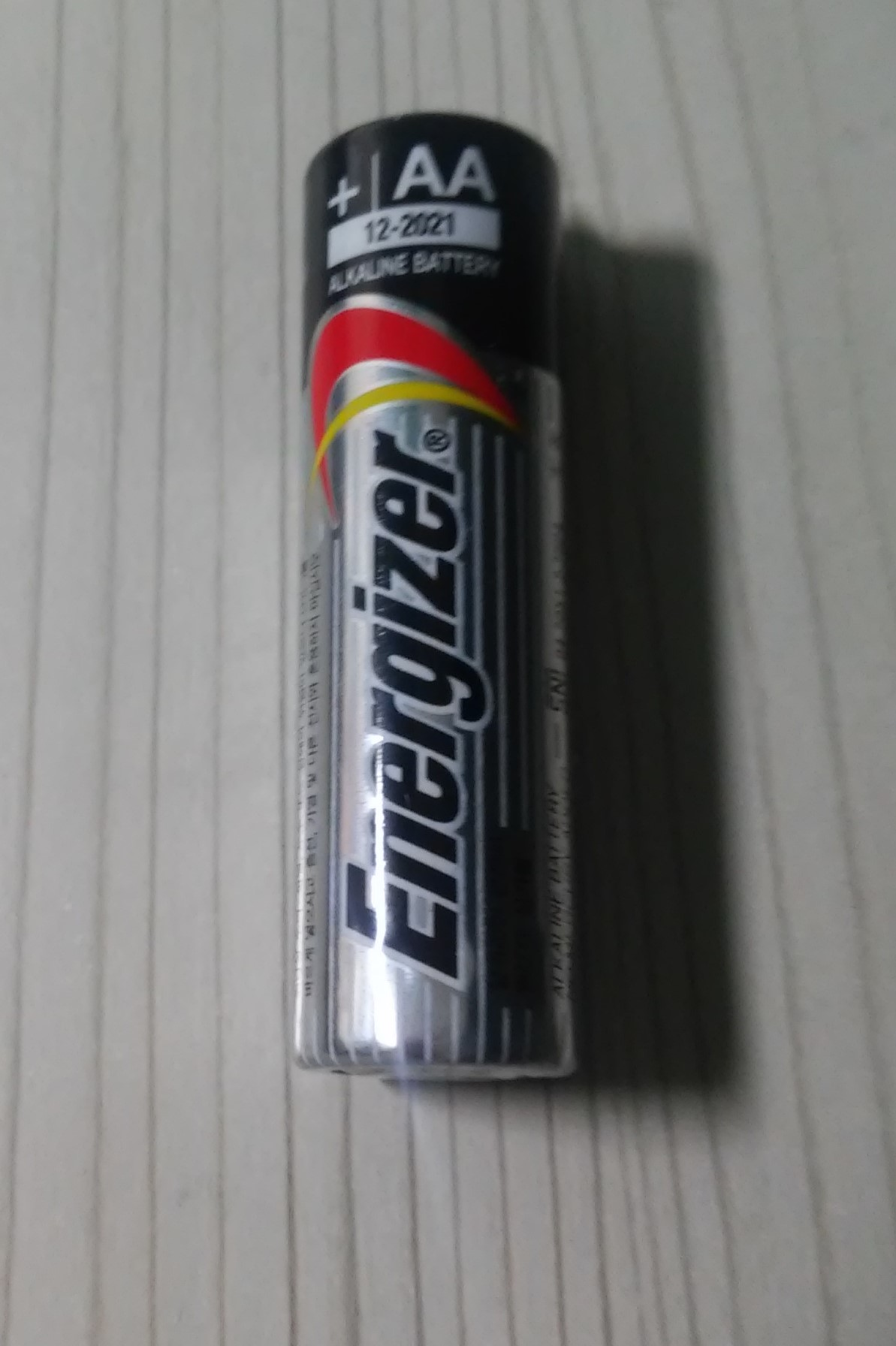
Pile Energizer (format AA)

## Historique
En France, Energizer est arrivé en 1988 à la suite du rachat à Bernard Tapie des sociétés Saft-Mazda-Wonder par Raltson qui cherche a implanter sa marque. En 1994, la dernière usine française ferme. 
En 2007, Energizer a déboursé 1,16 milliard de dollars pour acquérir Playtex Products Inc. 
En avril 2014, Energizer annonce la scission de ses produits d'hygiène et de rasage, dans une nouvelle entité appelée Edgewell Personal Care. 
En janvier 2018, Energizer annonce l'acquisition des activités de batteries de Spectrum Brands, incluant les marques Rayovac et Varta, pour environ 2 milliards de dollars.
En février 2018, lors du MWC de Barcelone, l'entreprise annonce le lancement de son premier smartphone avec une batterie record de 16000 mAh.
En novembre 2018, Energizer annonce l'acquisition des activités de batteries automobiles de Spectrum Brands, pour 1,25 milliard de dollars. 

### Logos

## Principaux actionnaires
Au 15 avril 2020.
| Fidelity Management & Research   | 11,9% |
| The Vanguard Group               | 8,53% |
| JPMorgan Investment Management   | 8,34% |
| Spectrum Brands Holding          | 7,60% |
| Ceredex Value Advisors           | 5,66% |
| Durango Capital                  | 5,11% |
| Mason Capital Management         | 3,47% |
| Massachusetts Financial Services | 3,24% |
| Franklin Mutual Advisers         | 3,08% |
| BlackRock Fund Advisors          | 3,01% |